# Prunus jenkinsii
{{#ifeq:0|0|{{#if:Prunus jenkinsii|{{#if:|[[]}}|[[]]}}}}
Prunus jenkinsii — вид квіткових рослин із підродини мигдалевих (Amygdaloideae).

## Біоморфологічна характеристика
Це вічнозелене дерево, до 20 метрів у висоту.

## Поширення, екологія
Ареал: південний Китай (південний захід Юньнань), північна Індія, Бутан, Бангладеш, північна М'янма. Населяє ліси, гірські райони та яри.

## Використання
Рослина збирається з дикої природи для місцевого використання в якості їжі. Плоди вживають сирими (але надто кислі) чи приготовленими. З листя можна отримати зелений барвник. З плодів можна отримати барвник від темно-сірого до зеленого.